# Petersburg (Indiana)
Petersburg é uma cidade localizada no estado americano de Indiana, no Condado de Pike.

## Demografia
Segundo o censo americano de 2000, a sua população era de 2570 habitantes.
Em 2006, foi estimada uma população de 2511, um decréscimo de 59 (-2.3%).

## Geografia
De acordo com o United States Census Bureau tem uma área de
3,8 km², dos quais 3,8 km² cobertos por terra e 0,0 km² cobertos por água. Petersburg localiza-se a aproximadamente 155 m acima do nível do mar.

## Localidades na vizinhança
O diagrama seguinte representa as localidades num raio de 24 km ao redor de Petersburg.